# Presentazione della Beata Vergine Maria
(Protovangelo di Giacomo, VII, 2)
La Presentazione della Beata Vergine Maria è una memoria liturgica della Chiesa cattolica di origine devozionale, celebrata anche dal rito bizantino come Ingresso della Madre di Dio al Tempio, che ricorda la presentazione di Maria al Tempio di Gerusalemme. Viene celebrata il 21 novembre di ogni anno in entrambi i riti.

## Narrazione

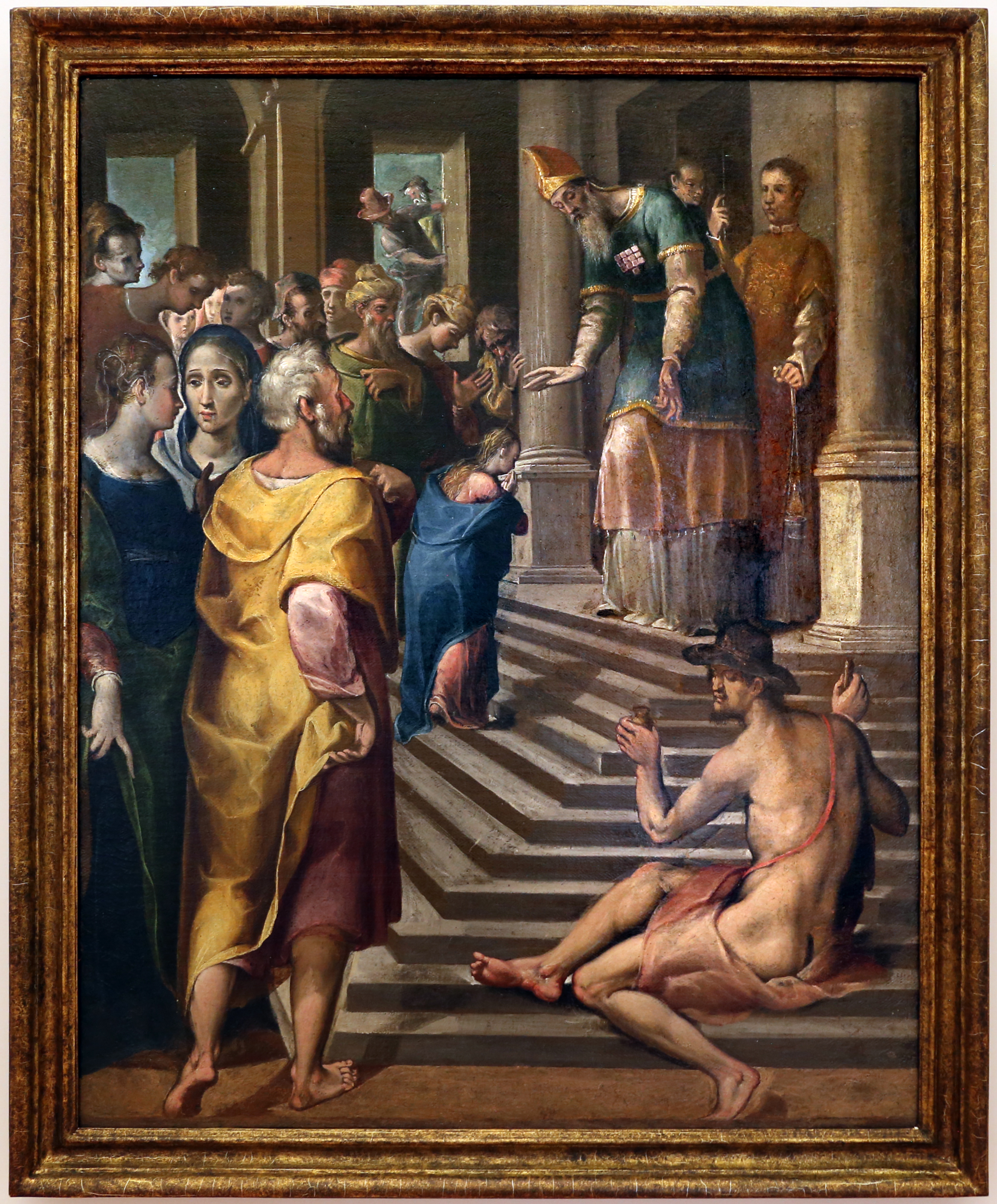
Gian Francesco Modigliani, Presentazione di Maria al tempio, Pinacoteca civica di Forlì

La ricorrenza si basa sul racconto del protovangelo di Giacomo, uno dei vangeli apocrifi, e non si trova nei Vangeli canonici. Il Protovangelo afferma, nel capitolo sesto, che all'età di un anno Maria viene presentata ai sacerdoti del Tempio dai suoi due genitori, Anna e Gioacchino; pochi anni dopo viene fatta accedere all'interno, prendendo parte alla vita sacerdotale, fino al momento dell'incontro con Giuseppe.
Nei primi autori cristiani, come nel già citato protovangelo o nel Libro sulla natività di Maria (capitolo VI), viene ricordato che Maria venne introdotta nel Tempio all'età di tre anni, come i suoi genitori avevano promesso a Dio, purché concedesse loro di concepire un figlio.
San Massimo il Confessore ne descrive l'evento nel suo Vita di Maria, ma anche Tarasio di Costantinopoli, Pietro di Argo, Germano nella sua Omelia per la Presentazione, ed infine Giorgio Innografo in "Kontakion" per la Presentazione.

## Ricorrenza
La data della festività, il 21 novembre, deriva dallo stesso giorno di consacrazione della basilica di Santa Maria Nuova nella città di Gerusalemme nel 543, basilica voluta dall'imperatore bizantino Giustiniano I e completata all'epoca del patriarca di Gerusalemme Pietro (oggi distrutta).
La prima menzione della festa con il nome di Presentazione viene fatta risalire al Calendario di Basilio II Bulgaroctono, imperatore nell'XI secolo, come e' eísodos tes Panagías Theotókou. 
Gregorio XI la introdusse ad Avignone. Nel Medioevo conobbe un discreto successo anche in Occidente, fino alla definitiva adozione da parte di papa Sisto V nel 1585, che la rese obbligatoria in tutta la Chiesa.
Il rito romano ricorda l'evento come una memoria, mentre quello bizantino inserisce questa festività tra le dodici festività maggiori.
La ricorrenza è stata dedicata da Giovanni Paolo II alle monache di clausura, con il nome di "giornata pro orantibus".
Viene anche festeggiata come Madonna della Salute, per la quale si trova a Venezia un sontuoso tempio votivo.
A Roma la Chiesa di Santa Maria in Monticelli, è dedicata alla Presentazione al Tempio di Maria.

## Arte

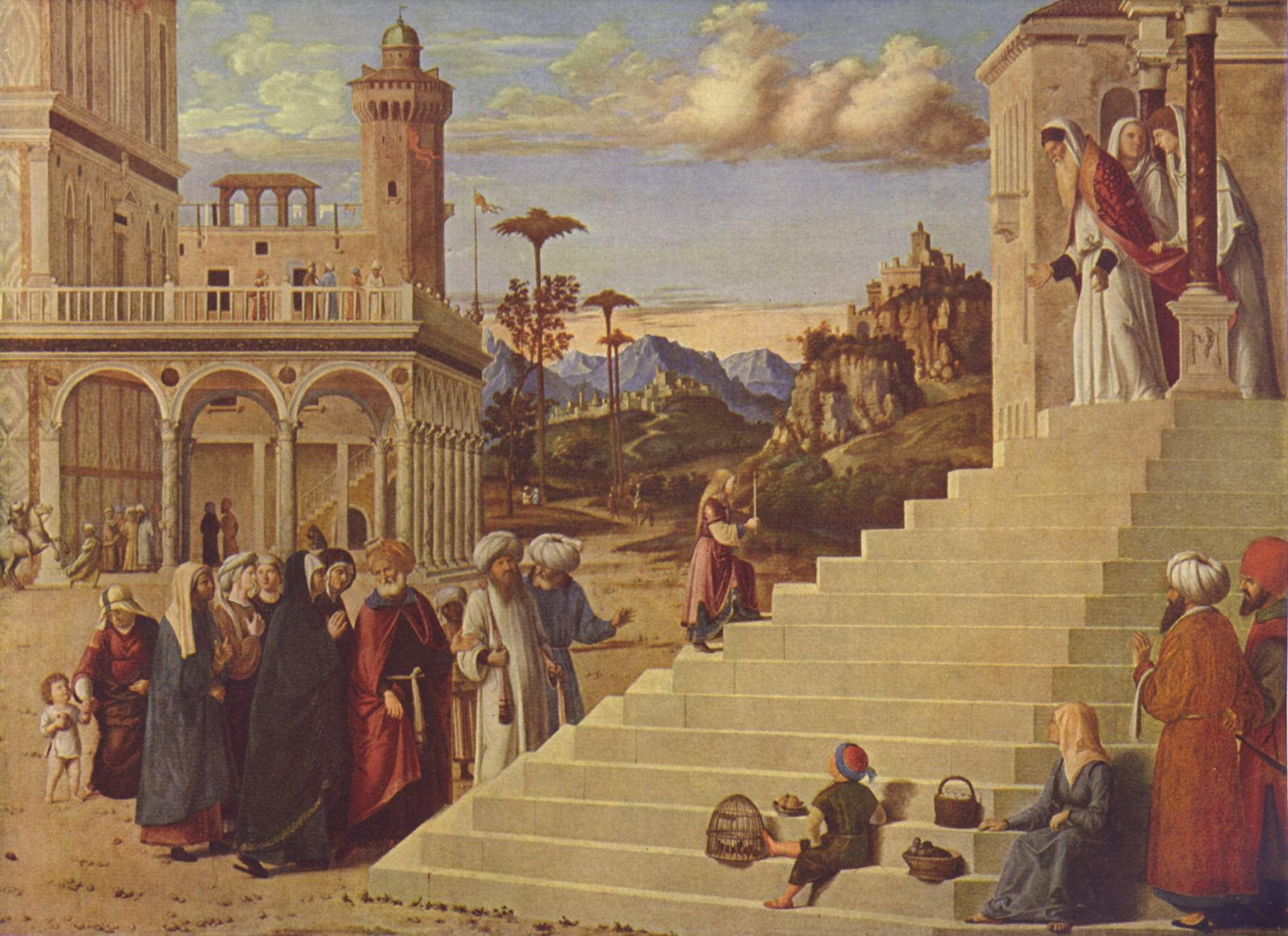
Cima da Conegliano, Presentazione della Vergine Maria al Tempio, 1496-97 (Dresda, Gemäldegalerie Alte Meister).

L'episodio della Presentazione è stato trattato da moltissimi autori in più epoche storiche. Fra i tanti si ricorda Giotto, che ne ha descritto visivamente la scena all'interno della Cappella degli Scrovegni di Padova, affrescata da lui fra il 1303 ed il 1306. Lo stesso soggetto venne dipinto da Taddeo Gaddi nella Cappella Baroncelli di Santa Croce di Firenze o da Paolo Uccello nella Cappella dell'Assunta del Duomo di Prato o ancora da Domenico Ghirlandaio nella Cappella Tornabuoni di Santa Maria Novella (Firenze). Anche Cima da Conegliano riprese lo stesso tema nel dipinto del 1496-97, oggi a Dresda; un'altra rappresentazione molto nota si trova nella basilica di Santa Maria Maggiore. In tutti questi dipinti un ruolo chiave ha la rappresentazione architettonica della scala, su cui la Vergine bambina sale.
Sempre a Roma, nella Chiesa Nuova, è presente una cappella dedicata alla Presentazione della Vergine.

## Congregazioni della Presentazione
Numerose le congregazioni intitolate alla Presentazione della Vergine:
- le Vergini della Presentazione della Beata Vergine Maria, fondate da Zofia Czeska-Maciejowska nel 1627;
- le Suore di Carità Domenicane della Presentazione della Santa Vergine, fondate nel 1696 da Marie Poussepin;
- le Suore della Presentazione della Beata Vergine Maria, fondate a Cork da Nano Nagle nel 1775 (da essa, hanno avuto origine i rami di Aberdeen, di Annadale, di Clayfield, di Dubuque, di Elsternwick, di Hobart, di Lismore, di Mosman Park, di Newburgh, di San Francisco, di Wagga Wagga, di Watervliet);
- le Suore della Presentazione di Maria, fondate da Marie Rivier nel 1796;
- i Fratelli della Presentazione, fondati nel 1802 da Edmund Ignatius Rice;
- le Figlie di Santa Maria della Presentazione, fondate a Broons nel 1826;
- le Suore della Presentazione di Maria Santissima, fondate nel 1829 a Sestri Levante;
- le Figlie della Presentazione di Maria Santissima al Tempio, fondate nel 1833;
- la Congregazione della Presentazione della Vergine Maria, fondata a Granada nel 1880.